# Calcariidae
Calcariidae (česky někdy ostružkovití) je nepočetná čeleď pěvců, jejíž zástupci původně spadali mezi strnadovité. Tvoří ji šest druhů ve třech rodech, areál výskytu zahrnuje Severní Ameriku a Eurasii. Tito stěhovaví ptáci tolerují různá stanoviště, včetně pastvin, prérií, tundry, hor a pláží.

## Popis
Velikost těchto pěvců se pohybuje od asi 20 gramů u strnada límcového (Calcarius ornatus) po přibližně 42 gramů u sněhule americké (Plectrophenax hyperboreus). Vyznačují se hnědým, šedým a bílým opeřením a tmavě hnědými nebo černými duhovkami. Sněhule severní (Plectrophenax nivalis) a americká mají tmavě šedé nebo černé končetiny, u ostatních druhů jsou matně růžové až hnědé.

## Systematika
Dnešní zástupci čeledi Calcariidae historicky spadali do početnější čeledi strnadovitých (Emberizidae) v širším smyslu, původně sdružující i zástupce čeledi Passerellidae. Tvoří součást širšího kladu Emberizoidea, jehož zástupci se vyznačují devíti ručními letkami na křídlech. Studie molekulárních hodin založené na cytochromu b naznačují, že se Calcariidae odchýlili od společného předka před asi 4,2–6,2 miliony lety, tedy asi na začátku pliocénu (možná v důsledku rozšíření travnatých plání v Severní Americe po nástupu suššího a chladnějšího klimatu ve svrchním miocénu).
Níže následuje přehled rodů:
| Obrázek | Rod                           | Druhy |
| ------- | ----------------------------- | --- |
|         | Calcarius Bechstein, 1802     | - strnad severní (Calcarius lapponicus) - strnad pestrý (Calcarius pictus) - strnad límcový (Calcarius ornatus) |
|         | Plectrophenax Stejneger, 1882 | - sněhule severní (Plectrophenax nivalis) - sněhule americká (Plectrophenax hyperboreus)                        |
|         | Rhynchophanes Baird, 1858     | - strnad černovousý (Rhynchophanes mccownii)                                                                    |

Sněhule americká je někdy považována za poddruh sněhule severní, oba druhy se vzájemně kříží. Studie Maley a Winker, 2007 však popsala podstatné rozdíly v opeření mláďat, a podpořila tak osamostatnění obou druhů. Hybridizace se objevuje i u jiných zástupců čeledi Calcariidae. 

## Výskyt

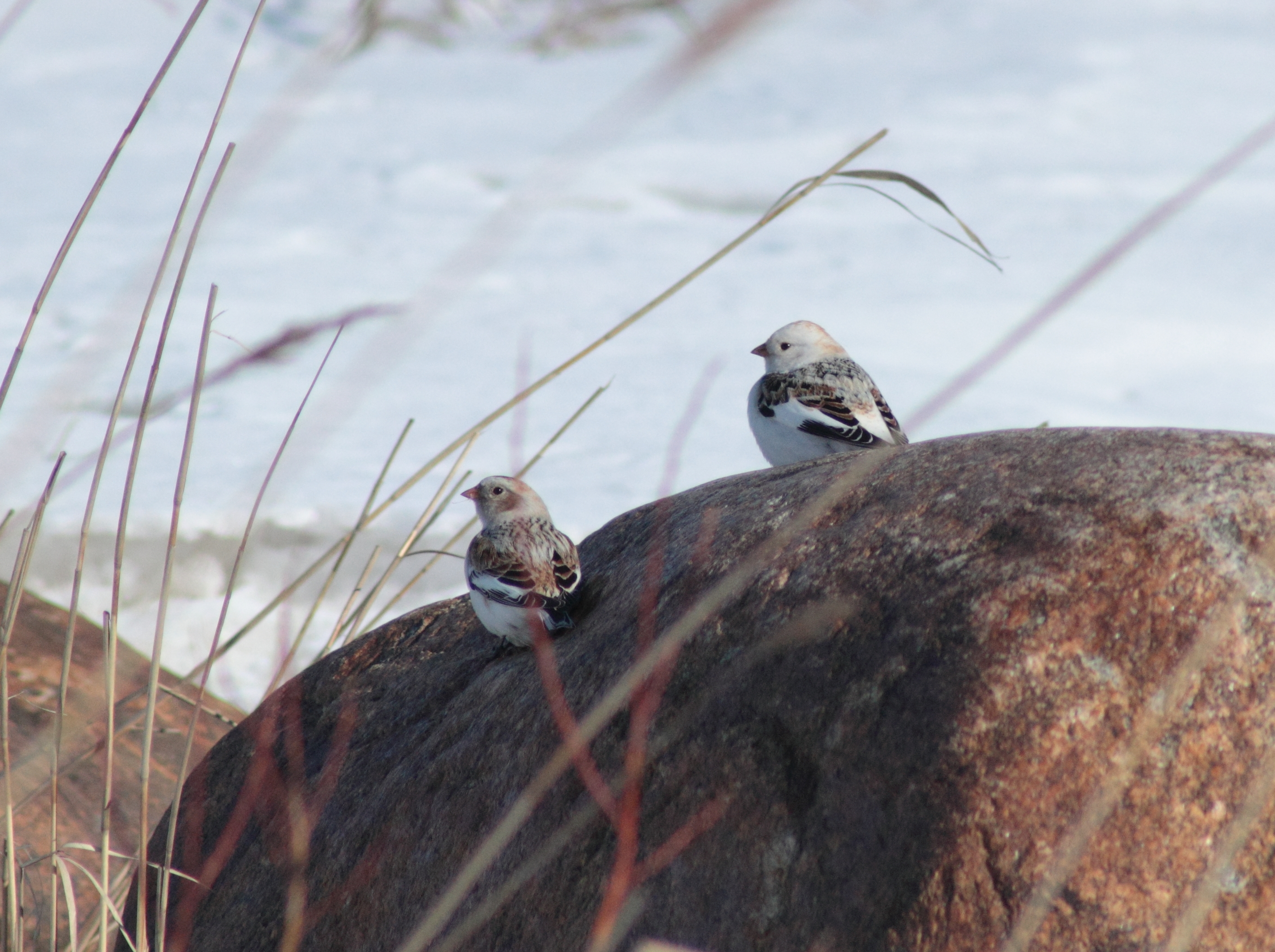
Sněhule severní v Oulu

Zástupci čeledi Calcariidae mívají široký areál rozšíření. Sněhule severní a strnad severní se vyskytují jak v Severní Americe, tak v Eurasii; ostatní čtyři druhy se vyskytují pouze v Severní Americe. Sněhule severní se rozmnožuje v severních zeměpisných šířkách v rozsáhlé hnízdní oblasti, jež sahá od severní Aljašky a Kanady přes západní a jižní pobřeží Grónska až po severní Skandinávii a Rusko. Americké populace pak zimují v jižní Kanadě a na severu Spojených států, euroasijská zimoviště se táhnou od Spojeného království přes rozsáhlý pás od Německa přes Polsko a Ukrajinu do Mongolska a Číny. Zatoulanci se objevili i v Alžírsku, Maroku, na Balkáně, v Řecku, Turecku a na Maltě. Areál výskytu strnada severního je podobný jako v případě sněhule severní, hnízdí v severní Kanadě, Skandinávii, na Sibiři, na pobřeží Aljašky a v Grónsku a zimuje v severních Spojených státech a Kanadě plus v pásu táhnoucím se přes Rusko, Kazachstán, Čínu a Mongolsko až k Japonskému moři, zhruba mezi 45° a 55° zeměpisné šířky. 
Areály ostatních druhů této čeledi jsou méně rozsáhlé. Sněhule americká hnízdí pouze na několika ostrovech v Beringově moři a zimuje především na západním pobřeží Aljašky, občas se objevuje na Aleutských ostrovech, zatoulanci i v Britské Kolumbii, ve státě Washington či Oregonu. Strnad pestrý hnízdí na Aljašce a v severní Kanadě a zimuje ve středojižních Spojených státech. Strnad límcový hnízdí pouze v oblasti Velkých planin a v prériích na jihu Kanady, zimoviště sahají od jižních Spojených států po střední Mexiko. Podobný hnízdní areál má i strnad černovousý, ale jeho zimoviště nesahají tak daleko na jih a končí v severním Mexiku.
Zástupci čeledi Calcariidae obecně obývají otevřená území, včetně prérií, travnatých plání, pobřeží, pláží či obdělávaných oblastí. Sněhule severní žije i v horských regionech. Jídelníček těchto opeřenců se typicky skládá z hmyzu, semen a trav. Jsou aktivní během dne a krmí se na zemi. 